# Anomalia grawitacyjna w Karpaczu

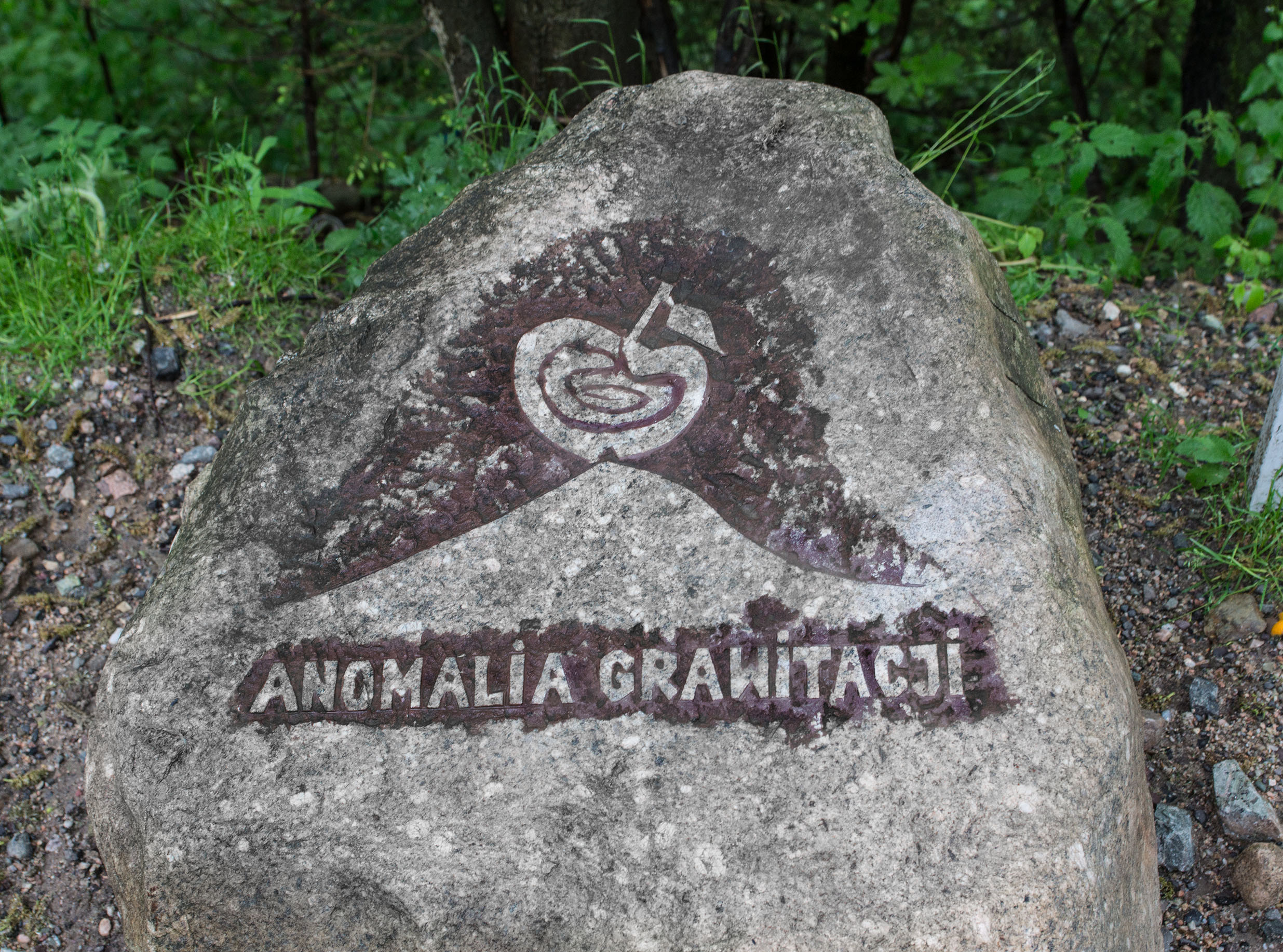
Kamień oznaczający miejsce anomalii grawitacyjnej

Anomalia grawitacyjna w Karpaczu – zjawisko obserwowane w Karpaczu Górnym na ul. Strażackiej, polegające na pozornym samoistnym przemieszczaniu się przedmiotów i cieczy po szosie pod górę.
Zjawisko jest przykładem złudzenia optycznego, tak zwanej magicznej górki – w rzeczywistości szosa obniża się po zboczu doliny, mimo że prowadzi w górę rzeki.